# Najib Razak
Najib Razak (n. 23 iulie 1953, Kuala Lipis⁠(d), Malaysia) este un politician din Malaysia, care a servit ca al șaselea prim-ministru al țării din 2009 până în 2018.
În 2015, Najib a fost învinuit în legătură cu scandalul fondului suveran 1MDB (Fondul de Dezvoltare Strategică 1Malaysia), un caz de corupție masiv care a afectat imaginea guvernului malaezian. După înfrângerea sa în alegerile generale din 2018, a fost inculpat și acuzat oficial de mai multe infracțiuni legate de acest scandal. La 28 iulie 2020, un tribunal din Malaezia l-a condamnat pe Najib la o pedeapsă de 12 ani de închisoare și o amendă de 210 milioane de ringgit (aproximativ 49,3 milioane de dolari americani).

## Procesul
La 28 iulie 2020, Najib a fost găsit vinovat de corupție și condamnat la închisoare în legătură cu scandalul fondului suveran 1MDB. El a fost găsit vinovat de șapte capete de acuzare de corupție, abuz de putere și spălare de bani legate de deturnarea fondurilor din Fondul de Dezvoltare Strategică 1Malaysia.